# Dead Daniels
Dead Daniels je česká hardrocková hudební skupina. Založili ji Tommy Wheeler a Semír Murtinger v roce 2009. 

## Historie
Skupinu založili kytarista Tommy Wheeler a baskytarista Semír Murtinger v září roku 2009. V červnu 2010 vyšlo první EP skupiny, nesoucí název Tady žije Jack.
Roku 2011 nahradil Pavla Konvalinku na postu bubeníka Stanislav Šmeral. V listopadu 2013 skupinu opustil také Semír Murtinger. Zanedlouho poté (v únoru 2014) vyšel singl „Show“. První studiové album skupiny, Tomahowgh, v produkci Miloše „Dodo“ Doležala, vyšlo na jaře roku 2015 pod hlavičkou společnosti Supraphon. Album obsadilo 3. příčku v čtenářské anketě Album roku 2015 časopisu Hard Music Base.
V roce 2018 nahradil Davida Geblera na postu baskytaristy Jeník „J. C.“ Smith. V květnu 2018 vyšel singl „Karma“, na jehož videoklipu skupina spolupracovala s fotografem Danielem Camerou.
Druhé studiové album, Decade, vyšlo v lednu 2020. Produkce se opět ujal Miloš „Dodo“ Doležal. V roce 2021 ze skupiny odešel Stanislav Šmeral. Na postu bubeníka ho nahradil Jan Procházka, který již od roku 2014 pro skupinu několikrát zaskakoval. V březnu 2022 započaly práce na nahrávání třetího studiového alba skupiny, Volume3, které vyšlo 31. března 2023. Hned po roce vyšlo v elektronické podobě EP nazvané Lady DýDý (EP 2024). V roce 2025 vychází další EP Láska, Sex a Něžnosti, ke kterému vydala kapela i speciální časopis.
Mimo Českou republiku koncertují také v Německu, Polsku, Rakousku, Švýcarsku a na Slovensku.
Za své hudební vzory skupina považuje např. AC/DC, Motörhead, Airbourne, ZZ Top nebo Guns N' Roses.

## Členové skupiny

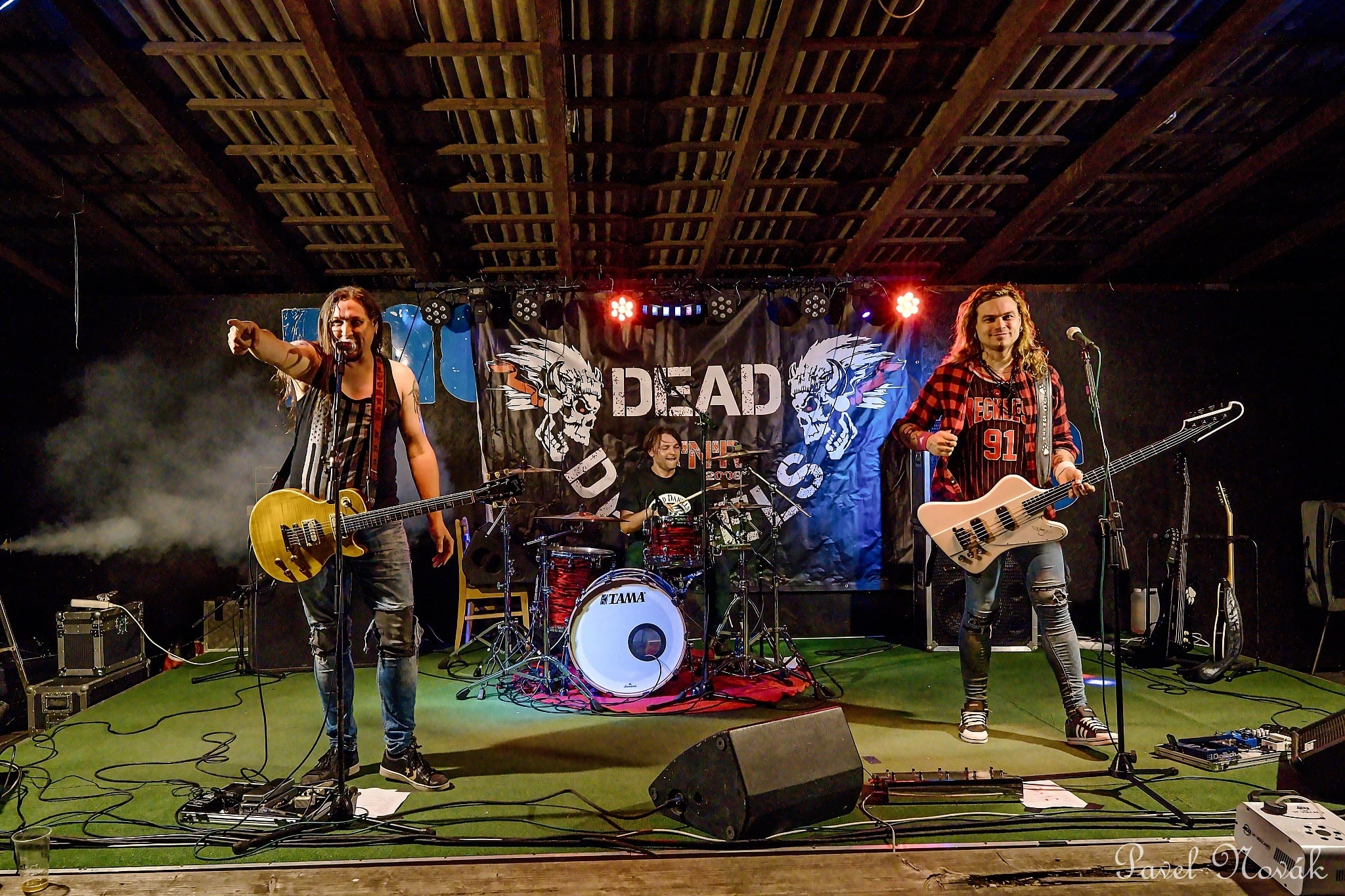
Dead Daniels (Modrá Vopice, 2021)

- Tommy Wheeler – kytara, zpěv (2009–dosud)
- Jeník „J. C.“ Smith – basová kytara (2018–dosud)
- Jan Procházka – bicí (2021–dosud, záskoky od roku 2014)

### Dřívější členové
- Semír Murtinger – kytara, zpěv (2009–2013)
- David Gebler – basová kytara (2009–2017)
- Pavel Konvalinka – bicí (2009–2011)
- Stanislav Šmeral – bicí (2011–2021)

## Diskografie

### Studiová alba
- Tomahowgh (2015)
- Decade (2020)
- Volume3 (2023)

### EP
- Tady žije Jack (2010)
- Lady DýDý (2024)
- Láska, Sex a Něžnosti (2025)

### Singly
- „Show“ (2014)
- „Karma“ (2018)
- „Všechny holky“ (2023)